# Partido Humanista Nacional
O Partido Humanista Nacional (PHN) foi um partido político brasileiro que disputou, sob registro provisório, as eleições municipais de 1988. Fundado por uma dissidência do Partido Humanista (PH), possuía diretórios em 14 estados e contava com cerca de 780 membros e simpatizantes. Suas principais propostas eram o ensino geral gratuito, a redução progressiva da tributação indireta, a extinção dos impostos sobre pequenos e médios salários e a participação popular na formulação de planos de desenvolvimento.
Para as eleições de 1988, o partido lançou candidatos em quatro municípios do estado de São Paulo, incluindo seu presidente, Luiz Paulino, que recebeu 4.953 votos na disputa pela prefeitura da capital paulista. Em julho de 1989, com vistas à eleição presidencial, o PHN e o Partido do Povo (PP) decidiram-se por uma coligação cuja chapa eleitoral seria composta por Paulo Gontijo, do PP, e por Luiz Paulino como vice. Em outubro, o partido passou a apoiar a campanha de Mário Covas, do Partido da Social Democracia Brasileira (PSDB).
O partido perdeu seu registro provisório antes de sua participação na eleição. Em 3 de abril de 1990, um pedido de renovação do registro foi indeferido pelo Tribunal Superior Eleitoral.